# Abel-Ruffinijev izrek
Abel-Ruffinijev izrèk [ábel-rufínijev ~] je v matematiki izrek po katerem ne obstaja splošna rešitev polinomske enačbe pete stopnje ali več v radikalih.
Vsebino izreka velikokrat napačno razumejo. Izrek ne trdi, da so polinomi višjih stopenj nerešljivi. Če ima polinom realne ali kompleksne koeficiente, in če so dovoljene kompleksne rešitve, ima vsaka polinomska enačba rešitev. To je vsebina osnovnega izreka algebre. Čeprav teh rešitev ne moremo vedno izračunati natančno z radikali, jih lahko izračunamo s poljubno točnostjo z numeričnimi metodami kot sta na primer Newton-Raphsonova ali Laguerreova metoda. Numerične rešitve se v tem smislu ne razlikujejo od rešitev polinomskih enačb druge, tretje ali četrte stopnje.
Izrek obravnava le obliko, ki jo mora takšna rešitev imeti. Vsebina izreka je, da rešitve enačbe višje stopnje ne moremo v vsakem primeru izraziti s polinomskimi koeficienti s končnim številom operacij seštevanja, odštevanja, množenja, deljenja in korenjenja. Nekateri polinomi poljubne stopnje, od katerih je najpreprostejši netrivialni primer enočlena enačba {\displaystyle ax^{n}=b}, so vedno rešljivi z radikali.
Rešitve poljubne polinomske enačbe druge stopnje lahko izrazimo s pomočjo seštevanja, odštevanja, množenja, deljenja in kvadratnega korena z znano kvadratno enačbo. Ničle kvadratne enačbe:
{\displaystyle ax^{2}+bx+c=0\!\,}
so dane z izrazoma:
{\displaystyle x={\frac {-b\pm {\sqrt {b^{2}-4ac\ }}}{2a}}\!\,.}
Od 16. stoletja so znane podobne formule za kubično in enačbo četrte stopnje, kjer se pojavljajo kubični in četrti koreni.
Abel-Ruffinijev izrek pravi, da obstajajo nekatere enačbe pete stopnje:
{\displaystyle ax^{5}+bx^{4}+cx^{3}+dx^{2}+ex+f=0\!\,,}
katerih rešitev ne moremo izraziti. Zgled je enačba (Bringov radikal):
{\displaystyle x^{5}-x+1=0\!\,.}
Tudi nekatere druge enačbe pete stopnje lahko rešimo z radikali, na primer:
{\displaystyle x^{5}-x^{4}-x+1=0\!\,,}
ki jo faktoriziramo kot:
{\displaystyle (x-1)(x-1)(x+1)(x+i)(x-i)=0\!\,.}
Enačba:
{\displaystyle x^{5}-5x^{4}-10x^{3}-10x^{2}-5x-1=0\!\,,}
ima na primer koren:
{\displaystyle x=1+{\sqrt[{5}]{2}}+{\sqrt[{5}]{4}}+{\sqrt[{5}]{8}}+{\sqrt[{5}]{16}}\!\,.}
Natančni kriterij, ki razlikuje med enačbami, rešljivimi ali nerešljivimi z radikali, je podal Galois in sedaj spada v Galoisovo teorijo. Polinomska enačba je rešljiva z radikali samo, če je njena Galoisova grupa rešljiva.
V sodobni abstraktni algebri je navedeno, da so enačbe druge, tretje in četrte stopnje vedno rešljive z radikali, ker so grupe simetrij {\displaystyle \textstyle {S_{2},S_{3}}} in {\displaystyle \textstyle {S_{4}}} rešljive, grupe {\displaystyle \textstyle {S_{n}}} pa niso rešljive za {\displaystyle \scriptstyle {n\geq 5}}.

## Zgodovina
Lagrange je okoli leta 1770 začel raziskovati področje, ki je poenotilo različne dotedanje pristope pri reševanju enačb, in jih povezal s teorijo permutacijskih grup. Njegovo delo je bilo predhodnica Galoisovi teoriji. Ni podalo rešitve enačbe pete ali višjih stopenj in je nakazalo, da takšne rešitve morda sploh ne obstajajo. Ni pa priskrbelo končnega dokaza. Izrek je dokazal leta 1799 Paolo Ruffini, vendar so njegov dokaz po večini spregledali. Vseboval je tudi manjšo pomanjkljivost. Niels Henrik Abel je izrek dokazal leta 1823 in ga kot svoj prvi članek objavil naslednje leto 1824.
Vpogled v te probleme je dala tudi Galoisova teorija. Leta 1885 so John Stuart Glashan, George Paxton Young in Carl Runge podali dokaz izreka s pomočjo Galoisove teorije.

## Dokaz
Naslednji dokaz temelji na Galoisovi teoriji. Eden od osnovnih izrekov Galoisove teorije pravi, da je enačba rešljiva z radikali samo, če ima rešljivo Galoisovo grupo, tako da se dokaz Abel-Ruffinijevega izreka pokaže z izračunom Galoisove grupe splošnega polinoma pete stopnje.
Naj je {\displaystyle y_{1}} realno število transcendentno v obsegu racionalnih števil {\displaystyle Q} in naj je {\displaystyle y_{2}} realno število transdendentno v {\displaystyle Q(y_{1})}. Podobno naj je vse do {\displaystyle y_{5}}, ki je transcendentno v {\displaystyle Q(y_{1},y_{2},y_{3},y_{4})}. Ta števila se imenujejo odvisni transcendentni elementi v Q. Naj je {\displaystyle E=Q(y_{1},y_{2},y_{3},y_{4},y_{5})} in:
{\displaystyle f(x)=(x-y_{1})(x-y_{2})(x-y_{3})(x-y_{4})(x-y_{5})\in E[x]\!\,.}
Z množenjem {\displaystyle f(x)} dobimo elementarne simetrične funkcije po {\displaystyle y_{n}}:
{\displaystyle s_{1}=y_{1}+y_{2}+y_{3}+y_{4}+y_{5}\!\,}
{\displaystyle s_{2}=y_{1}y_{2}+y_{1}y_{3}+\cdots +y_{4}y_{5}\!\,}
in tako naprej do:
{\displaystyle s_{5}=y_{1}y_{2}y_{3}y_{4}y_{5}\!\,}
Koeficient {\displaystyle x^{n}} v {\displaystyle f(x)} je tako {\displaystyle s_{5-n}}. Ker so odvisni transcendentni elementi {\displaystyle y_{n}} nedoločeni v {\displaystyle Q}, vsaka permutacija {\displaystyle \sigma } v grupi simetrij 5-tih črk {\displaystyle S_{5}} povzroči avtomorfizem {\displaystyle \sigma '} na {\displaystyle E}, kjer je {\displaystyle Q} določen in izmenjuje elemente {\displaystyle y_{n}}. Poljubna razporeditev korenov oblike produkta da isti polinom. Na primer:
{\displaystyle (y-y_{3})(y-y_{1})(y-y_{2})(y-y_{5})(y-y_{4})\!\,}
je isti polinom kot:
{\displaystyle (y-y_{1})(y-y_{2})(y-y_{3})(y-y_{4})(y-y_{5})\!\,.}
Tudi pri avtomorfizmu {\displaystyle \sigma '} so {\displaystyle E} določeni in so elementi Galoisove grupe {\displaystyle G(E/F)}. Ker je {\displaystyle |S_{5}|=5!}, mora veljati {\displaystyle |G(E/F)|\geq 5!}, saj lahko obstajajo avtomorfizmi, ki niso v {\displaystyle S_{5}}. Vendar, ker ima razložni obseg polinoma pete stopnje največ 5! elementov, {\displaystyle |G(E/F)|=5!}, in tako mora biti {\displaystyle G(E/F)} izomorfna {\displaystyle S_{5}}. Če posplošimo to dejstvo, vidimo, da je Galoisova grupa vsakega splošnega polinoma stopnje {\displaystyle n} izomorfna {\displaystyle S_{n}}.
Kaj je z grupo {\displaystyle S_{5}}? Edina sestavljena vrsta {\displaystyle S_{5}} je {\displaystyle S_{5}\geq A_{5}\geq \{e\}} (kjer je {\displaystyle A_{5}} alternirajoča vrsta na petih črkah, znana tudi kot ikozaedrska grupa). Faktorska grupa {\displaystyle A_{5}/\{e\}} (izomorfna {\displaystyle A_{5}}) ni Abelova, tako da {\displaystyle S_{5}} ni rešljiva in splošni polinom pete stopnje nima rešitev v radikalih. Ker je prva netrivialna normalna podgrupa grupe simetrij na n črkah vedno alternirajoča grupa na n črkah, in ker so alternirajoče grupe na n črkah za {\displaystyle n\geq 5} vedno preproste in niso Abelove, in zato tudi ne rešljive, splošni polinomi stopnje večje od 5 niso rešljivi v radikalih.
Zgornja konstrukcija Galoisove grupe za polinom pete stopnje velja za splošni polinom. Določeni polinomi pete stopnje imajo lahko različne Galoisove grupe s precej drugačnimi značilnostmi. Enačba: 
{\displaystyle x^{5}-1\!\,}
ima razložni obseg, ki nastane iz primitivnega petega korena enote, in je njegova Galoisova grupa zato Abelova, sama enačba pa rešljiva z radikali. Ker izrek govori o splošnih polinomih, splošna formula pete stopnje za korene enačbe pete stopnje, kjer nastopajo le kombinacije aritmetičnih operacij in radikali v členih koeficientov, ne obstaja.